# Drillia investigatoris
Drillia investigatoris é uma espécie de gastrópode do gênero Drillia, pertencente a família Drilliidae.